# 十時裕樹
十時 裕樹（ととき ひろき、1964年〈昭和39年〉7月17日 - ）は、日本の実業家。ソニーグループ株式会社取締役代表執行役社長CEO兼ソニー・インタラクティブエンタテインメント会長。ソニー銀行株式会社共同創業者。山口県出身。

## 経歴
山口県立山口高等学校を経て、早稲田大学商学部を卒業後、1987年にソニー（現・ソニーグループ）に入社。2001年に石井茂と共にソニー銀行を設立。2005年にソニーコミュニケーションネットワーク（現・ソニーネットワークコミュニケーションズ）専務に就任。副社長を経て、2013年にソニー（現・ソニーグループ）業務執行役員に就任。2014年にグループ役員に異動し、同時にソニーモバイルコミュニケーションズ代表取締役社長兼CEOに就任。その後、2017年にソニー執行役CSO、2018年に代表執行役専務CFO、2020年に代表執行役副社長兼CFOを経て、2023年4月1日に代表執行役社長COO兼CFOに昇格。2025年4月1日には吉田憲一郎の後任として代表執行役社長CEOに就任。

## 略歴
- 1987年（昭和62年）4月 - ソニー株式会社（現・ソニーグループ株式会社）入社[7]。
- 2001年（平成13年）4月 - ソニー銀行株式会社設立 取締役[8]。
- 2002年（平成14年）2月 - ソニー銀行株式会社代表取締役[7]。
- 2004年（平成16年）6月 - ソニー銀行株式会社取締役[7]。
- 2005年（平成17年）6月 - ソニー銀行株式会社非常勤取締役[7]。
- 2005年（平成17年）6月 - ソニーコミュニケーションネットワーク株式会社（現・ソニーネットワークコミュニケーションズ株式会社）出向 取締役執行役員専務[9]。
- 2006年（平成18年）3月 - 有限会社ADSグローバルパートナーズ取締役。
- 2006年（平成18年）4月 - 株式会社エニグモ社外取締役[10]。
- 2006年（平成18年）4月 - ソニーコミュニケーションネットワーク株式会社（現・ソニーネットワークコミュニケーションズ株式会社）取締役執行役員 経営企画担当[11]。
- 2006年（平成18年）6月 - ソネットキャピタルパートナーズ株式会社設立 代表取締役社長[12]。
- 2007年（平成19年）4月 - 株式会社マスチューン（現・株式会社ミンカブ・ジ・インフォノイド）非常勤取締役[10]。
- 2007年（平成19年）6月 - 株式会社ディー・エヌ・エー社外取締役[13]。
- 2008年（平成20年）6月 - ソネットエンタテインメント株式会社（現・ソニーネットワークコミュニケーションズ株式会社）取締役執行役員専務[14]。
- 2010年（平成22年）7月 - 株式会社ゲームポット非常勤取締役[10]。
- 2011年（平成23年）3月 - 株式会社チョロッペム・メディア（朝鮮語版）非常勤取締役[10]。
- 2011年（平成23年）6月 - 株式会社ゲームポット取締役会長[10]。
- 2012年（平成24年）4月 - ソネットエンタテインメント株式会社（現・ソニーネットワークコミュニケーションズ株式会社）代表取締役執行役員専務 経営企画、管理・業務、メディア・エンタテインメント事業担当[15]。
- 2012年（平成24年）5月 - Pledis株式会社非常勤取締役[10]。
- 2012年（平成24年）6月 - モーションポートレート株式会社非常勤取締役[10]。
- 2012年（平成24年）10月 - ソネット・メディア・ネットワークス株式会社（現・SMN株式会社）非常勤取締役[10]。
- 2012年（平成24年）12月 - AGGPホールディングス・インク設立 代表取締役[10]。
- 2013年（平成25年）2月 - ソネットメディアエンタテインメント株式会社設立 非常勤取締役[10]。
- 2013年（平成25年）4月 - ソネットエンタテインメント株式会社（現・ソニーネットワークコミュニケーションズ株式会社）代表取締役執行役員副社長CFO[10]。
- 2013年（平成25年）12月 - ソニー株式会社（現・ソニーグループ株式会社）業務執行役員 シニア・バイス・プレジデント 事業戦略、コーポレートディベロップメント、トランスフォーメーション担当[16]。
- 2014年（平成26年）1月 - ソネット株式会社（現・ソニーネットワークコミュニケーションズ株式会社）非常勤取締役[17]。
- 2014年（平成26年）4月 - ソニー株式会社（現・ソニーグループ株式会社）業務執行役員 シニア・バイス・プレジデント 経営企画、財務、新規事業創出部、RDSプラットフォーム ビジネスデザイン&イノベーションラボラトリ担当兼経営企画部シニアゼネラルマネジャー[18]。
- 2014年（平成26年）4月 - ソニー不動産株式会社（現・SREホールディングス株式会社）設立 非常勤取締役[19]。
- 2014年（平成26年）11月 - ソニー株式会社（現・ソニーグループ株式会社）グループ役員[20]。
- 2014年（平成26年）11月 - ソニーモバイルコミュニケーションズ株式会社（現・ソニー株式会社）代表取締役社長兼CEO[21]。
- 2015年（平成27年）6月 - ソネット株式会社（現・ソニーネットワークコミュニケーションズ株式会社）取締役会長[22]。
- 2016年（平成28年）4月 - ソニー株式会社（現・ソニーグループ株式会社）執行役 エグゼクティブ・バイス・プレジデント モバイル・コミュニケーション事業、新規事業プラットフォーム戦略担当[23]。
- 2016年（平成28年）4月 - ソネット株式会社（現・ソニーネットワークコミュニケーションズ株式会社）代表取締役執行役員社長[24]。
- 2017年（平成29年）6月 - ソニー株式会社（現・ソニーグループ株式会社）執行役 エグゼクティブ・バイス・プレジデント兼CSO 中長期経営戦略、新規事業、モバイル・コミュニケーション事業担当[25]。
- 2017年（平成29年）7月 - ソニー株式会社（現・ソニーグループ株式会社）執行役 エグゼクティブ・バイス・プレジデント兼CSO 中長期経営戦略、新規事業、モバイル・コミュニケーション事業担当兼事業開発プラットフォーム新規事業部門長[26]。
- 2018年（平成30年）1月 - 株式会社ソニー・ミュージックエンタテインメント非常勤取締役（現任）[27]。
- 2018年（平成30年）4月 - ソニー株式会社（現・ソニーグループ株式会社）代表執行役 エグゼクティブ・バイス・プレジデント兼CFO[28]。
- 2018年（平成30年）4月 - ソニーモバイルコミュニケーションズ株式会社（現・ソニー株式会社）非常勤取締役[29]。
- 2018年（平成30年）4月 - ソニーネットワークコミュニケーションズ株式会社非常勤取締役[30]。
- 2018年（平成30年）4月 - ソニーセミコンダクタソリューションズ株式会社非常勤取締役（現任）[31]。
- 2018年（平成30年）4月 - ソニーイメージングプロダクツ&ソリューションズ株式会社非常勤取締役[32]。
- 2018年（平成30年）6月 - ソニー株式会社（現・ソニーグループ株式会社）代表執行役専務CFO（現任）[33]。
- 2018年（平成30年）6月 - 株式会社リクルートホールディングス社外取締役（現任）[34]。
- 2019年（令和元年）6月 - ソニー株式会社（現・ソニーグループ株式会社）取締役兼代表執行役専務CFO[35]。
- 2019年（令和元年）6月 - ソニーフィナンシャルホールディングス株式会社非常勤取締役（現任）[36]。
- 2020年（令和2年）6月 - ソニー株式会社（現・ソニーグループ株式会社）取締役兼代表執行役副社長兼CFO（現任）[37]。
- 2021年（令和3年）4月 - ソニーグループ株式会社非常勤取締役（現任）[38]。
- 2023年（令和5年）4月 - ソニーグループ株式会社代表執行役社長COO兼CFOに昇格[5]。
- 2023年（令和5年）10月 - ソニー・インタラクティブエンタテインメント会長（2025年3月に退任予定[39]）。
- 2024年（令和6年）4月 - ソニー・インタラクティブエンタテインメント暫定CEO（同年6月に退任[40]）。
- 2025年（令和7年）4月 - ソニーグループ株式会社代表執行役社長CEOに昇格

## 現職
- ソニーグループ株式会社取締役兼代表執行役社長CEO
- ソニー株式会社非常勤取締役[41]
- ソニーフィナンシャルホールディングス株式会社非常勤取締役[42]
- ソニーセミコンダクタソリューションズ株式会社非常勤取締役[43]
- 株式会社ソニー・ミュージックエンタテインメント非常勤取締役[44]
- 株式会社リクルートホールディングス社外取締役[45]

## 著作
- 『ぼくたちは、銀行を作った。 ソニー銀行インサイド･ストーリー』集英社インターナショナル、2001年7月5日。ISBN 9784797670448。